# Pedinopistha aculeata
Pedinopistha aculeata är en spindelart som först beskrevs av Simon 1900.  Pedinopistha aculeata ingår i släktet Pedinopistha och familjen snabblöparspindlar. Inga underarter finns listade i Catalogue of Life.